# Maison-atelier d'Isaac Levitan
La Maison-atelier d'Isaac Levitan (à Moscou, Rue Bolchoï Trekhsviatitelski, no 1 est un bâtiment remarquable du patrimoine fédéral de Russie.
C'est la maison où travaille à partir de 1889 le peintre russe, maître du paysage, Isaac Levitan. Il y mourra en 1900. Une plaque commémorative est apposée sur sa façade.
Levitan y reçoit comme hôte des artistes, des écrivains, des peintres tels que Fédor Chaliapine, Kliment Timiriazev, Anton Tchekov, Valentin Serov, Apollinaire Vasnetsov, Constantin Korovine.
Actuellement ce sont les stagiaires de l'académie russe de peinture qui y sont installés. 

## Histoire

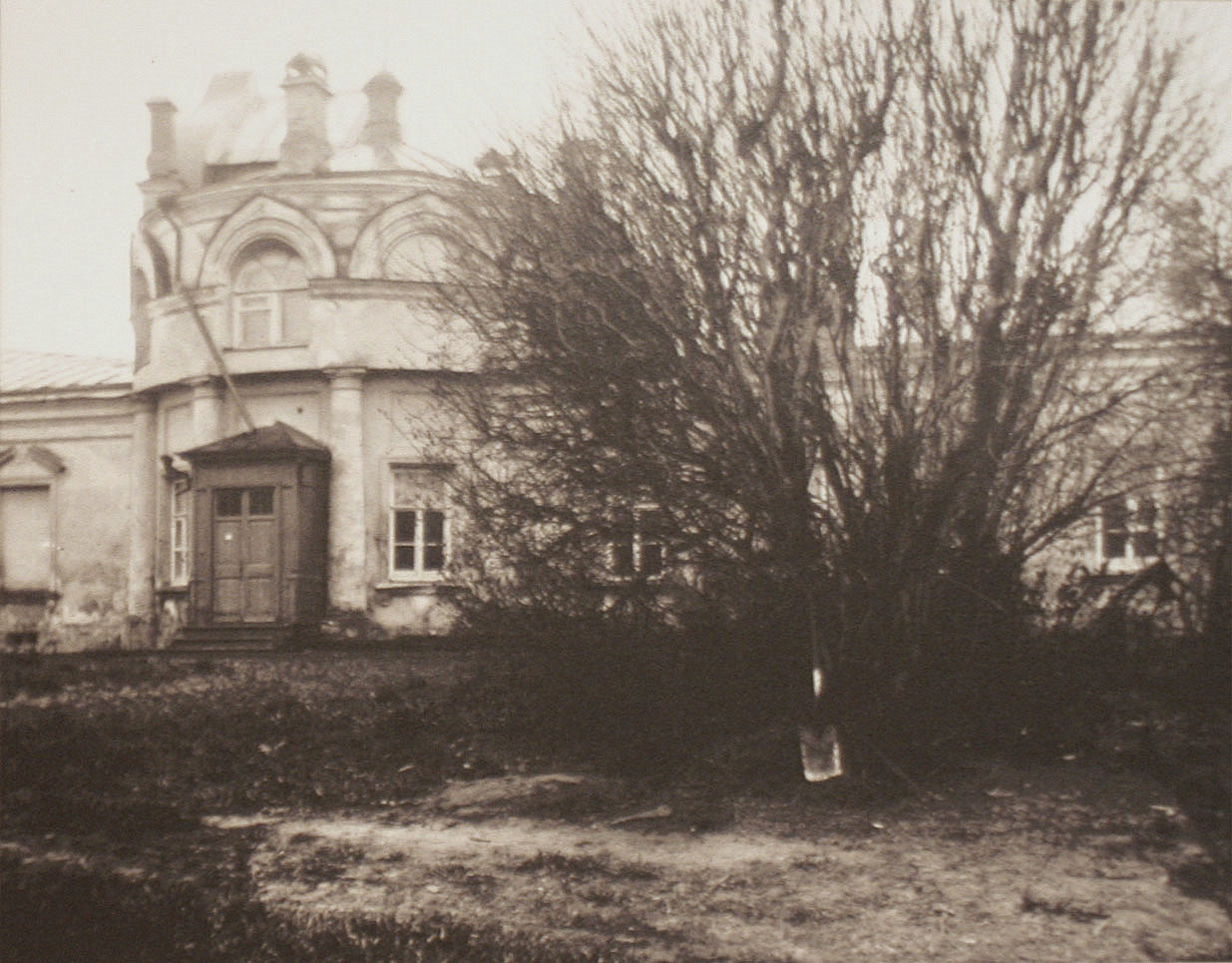
Atelier de Levitan, propriété de Maria Morozova en 1890

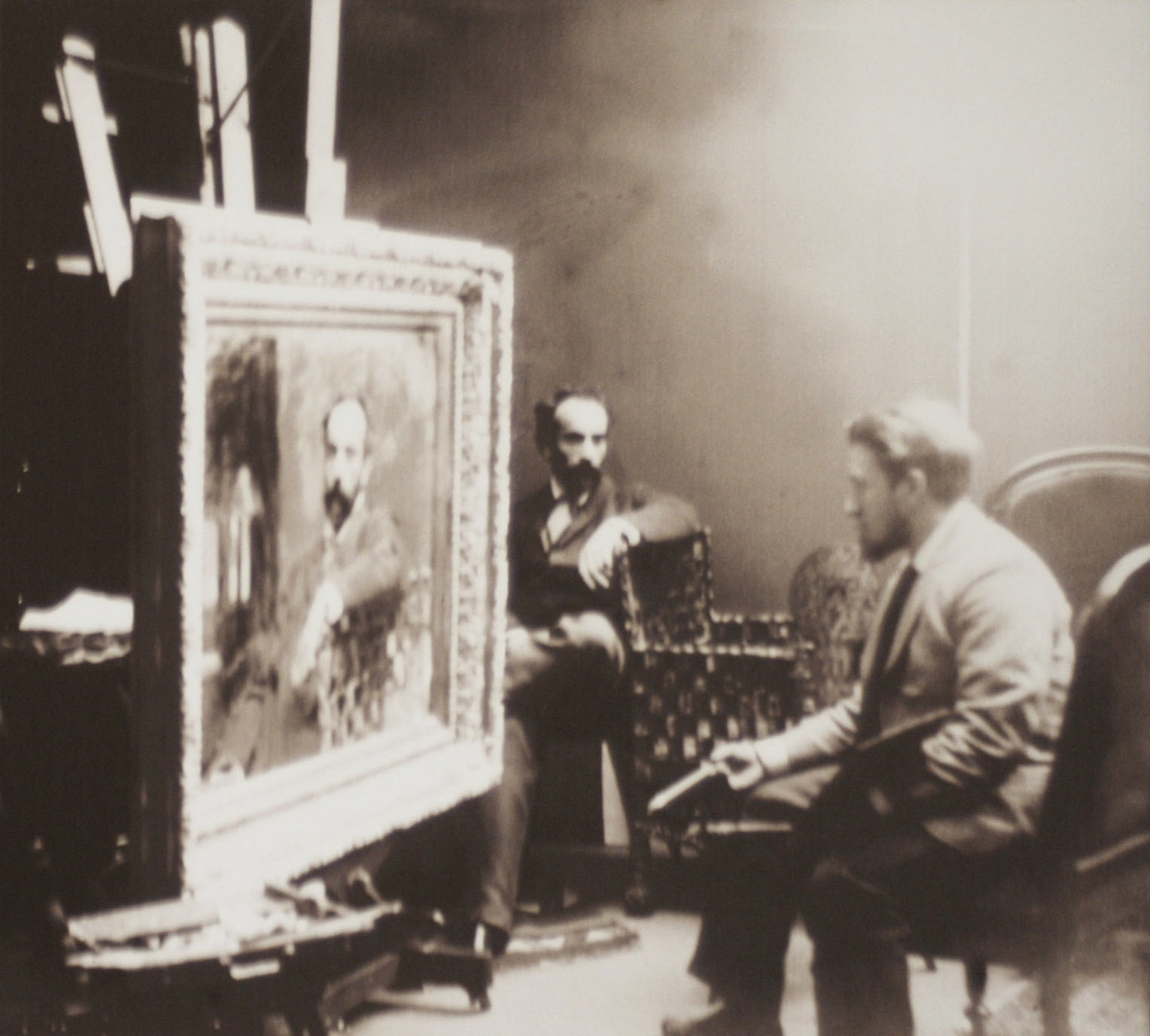
Valentin Serov peignant le portrait de Levitan dans sa maison-atelier en 1890

Cette maison flanquée d'ailes du milieu du XIXe siècle, propriété de Maria Morozova, mécène réputée à Moscou, est rénovée et transformée en 1889 par l'architecte Piotr Drittenpreis aux frais du fils de Maria, Sergueï Morozov pour y étudier la peinture. Mais la même année, il cède la maison-atelier à son ami Isaac Levitan,.

« Dans la cour de la propriété de Maria Fiodorovna Morozova, il existait déjà une aile résidentielle dans laquelle Sergueï avait installé son atelier. Il semble que, doutant de ses talents d'artiste paysagiste, il céda l'utilisation de cet atelier à titre gratuit à Levitan. Ce dernier était son ami et son idole et était démuni. Au début ce n'était que l'atelier, mais plus tard toute l'aile est laissée à la disposition de l'artiste. Levitan a pu ainsi bénéficier d'un atelier et d'un logement, sans avoir à s'en soucier. Selon le souvenir qu'en ont gardé les contemporains, près de la maison poussaient d'épais buissons de lilas, au rez-de-chaussée se trouvaient les pièces d'habitation dont le sol était recouvert de moquette grise. Le premier étage, auquel on accédait par un escalier en colimaçon, était de belle dimension, éclairé par une lucarne du côté nord. Il constituait l'atelier. Au milieu des chevalets et des toiles se trouvaient quelques fauteuils, un piano, un harmonium. »

Dans son ouvrage Moscou et les moscovites Vladimir Guiliarovski écrit ceci : 

« ...grâce à ses connaissances le talentueux jeune artiste a pu être aidé par la riche héritière Morozova qui ne l'avait même jamais vu auparavant. Cela lui a permis de disposer d'une maison confortable, bien meublée où il a pu peindre les meilleurs de ses œuvres... »

On peut observer sur les photos la structure classique sans étage de l'aile, précédée d'une rotonde à coupole. En 1889, les ouvertures des fenêtres de la façade sont garnies d'architraves décoratives. Au dessus de la partie centrale sont ajoutés des zakomars décoratifs. Le plus grand de ceux-ci est percé d'une grande fenêtre. Des ouvertures sont aménagées au nord, pour faire entrer la lumière zénithale, indispensable en peinture. Le sommet de la coupole est garni d'une petite tour à girouette en forme de flèche.
C'est ici que Levitan, soutenu par la générosité des Morozov a réalisé ses toiles : Au-dessus de la Paix éternelle, Automne doré, Mars, Le lac et d'autres encore.
Dans les années 1899—1900, Kliment Timiriazev vient visiter l'atelier, le félicite pour son travail et lui montre ses photographies. Ce grand botaniste et physiologiste aimait non seulement les sciences exactes, mais aussi la perception artistique de l'image de la nature ainsi que son expression dans la poésie et la peinture,.
À la fin de l'année 1892, Levitan reçoit la visite du grand-duc Serge Alexandrovitch de Russie et de son épouse, la grande-duchesse Élisabeth.
C'est en 1893, dans cette maison-atelier que Valentin Serov réalisa son beau portrait de Levitan.
Dans cet atelier se retrouvaient Sofia Kouvchinnikova, Alexeï Stepanov, Vassili Polenov, Constantin Korovine, Abram Arkhipov, Mikhaïl Nesterov, et beaucoup d'autres peintres et collectionneurs.

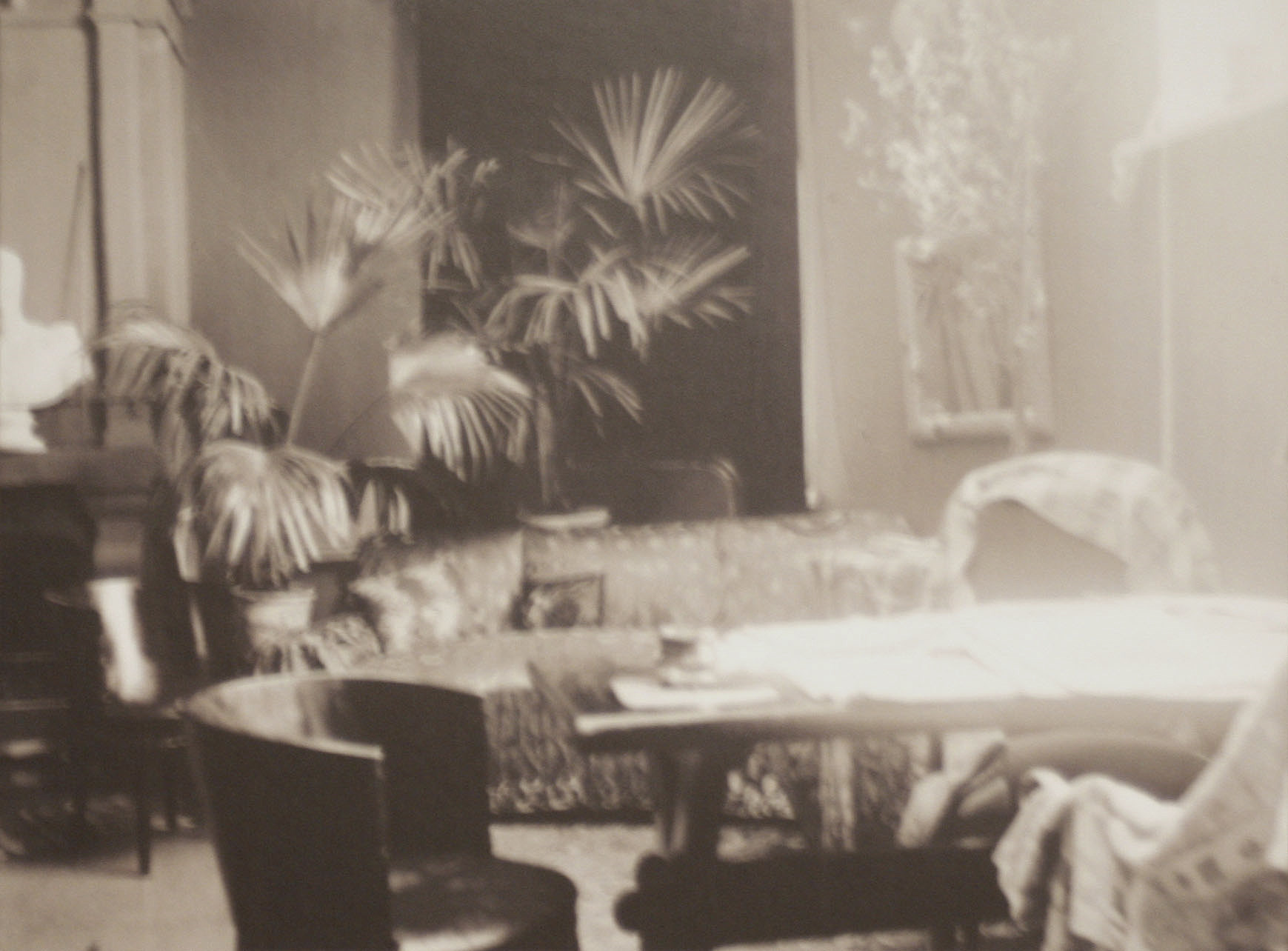
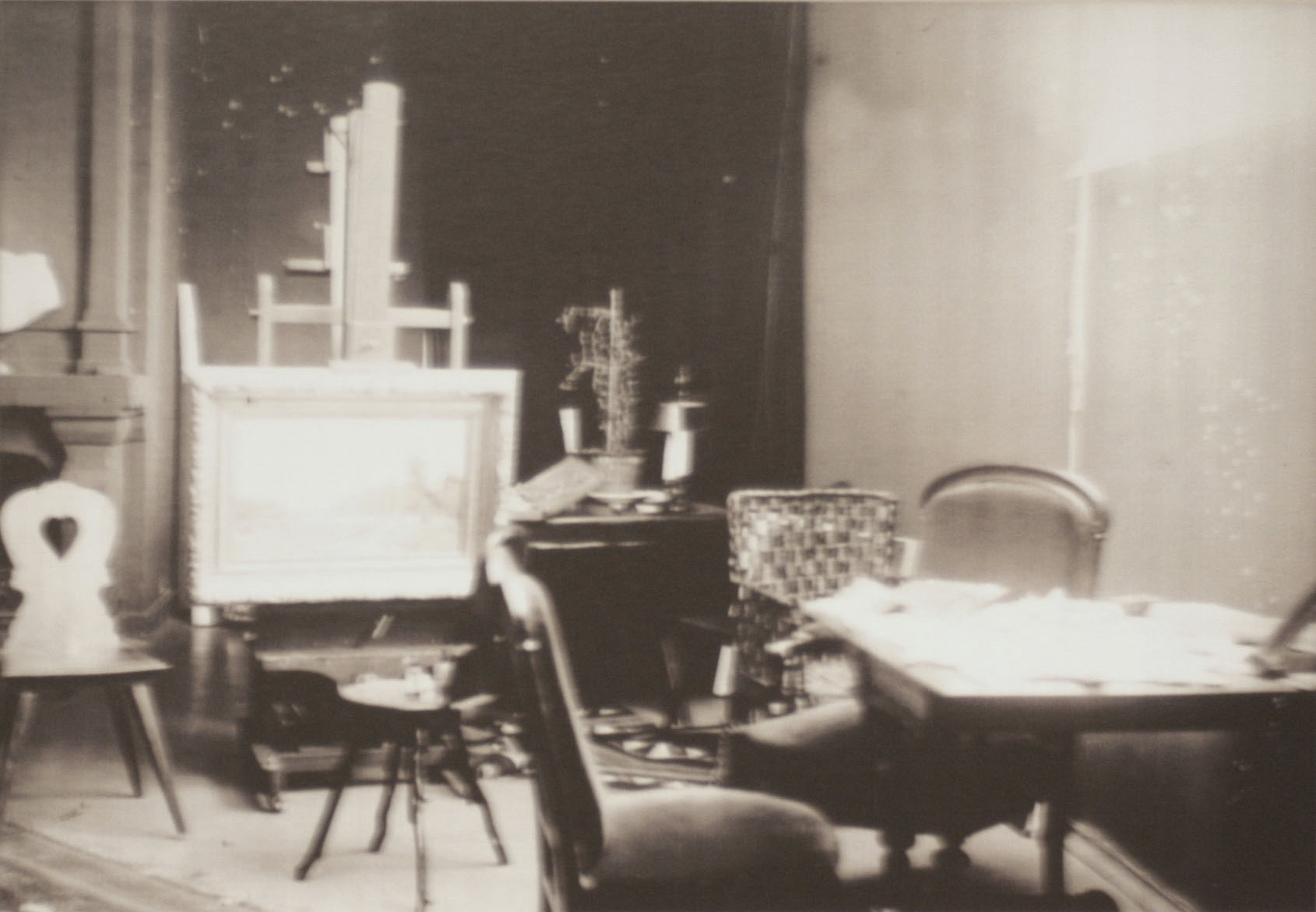
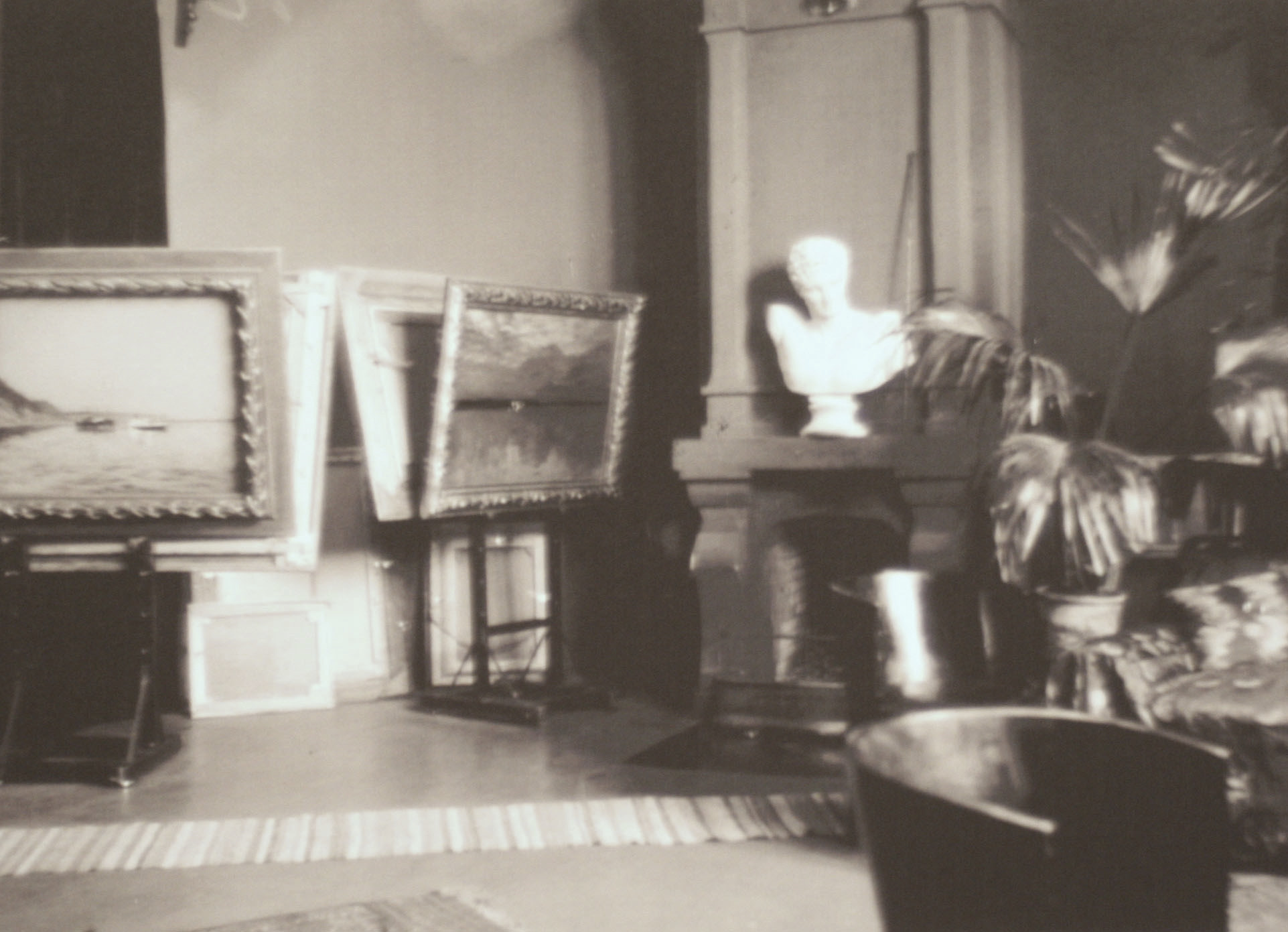
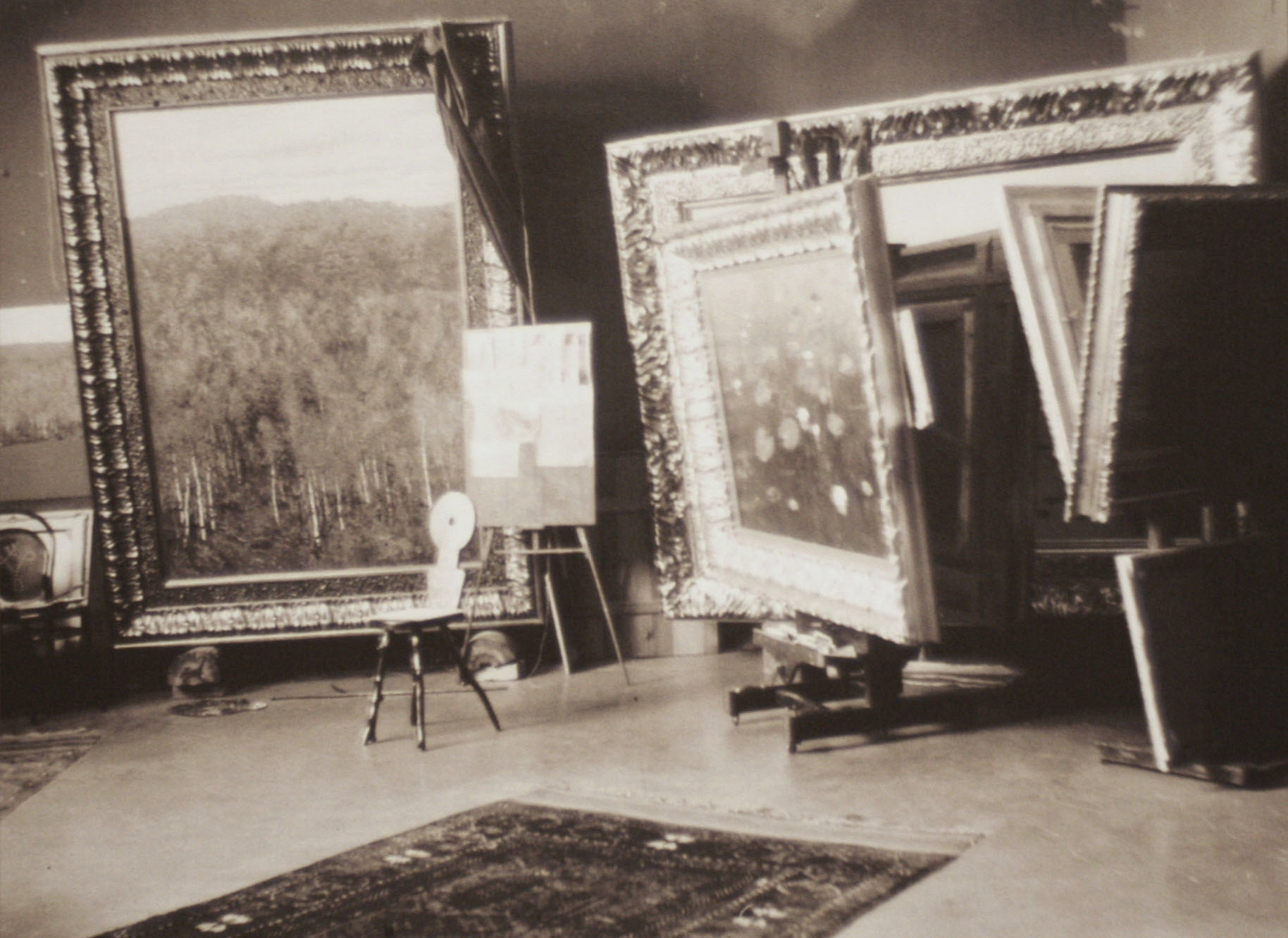
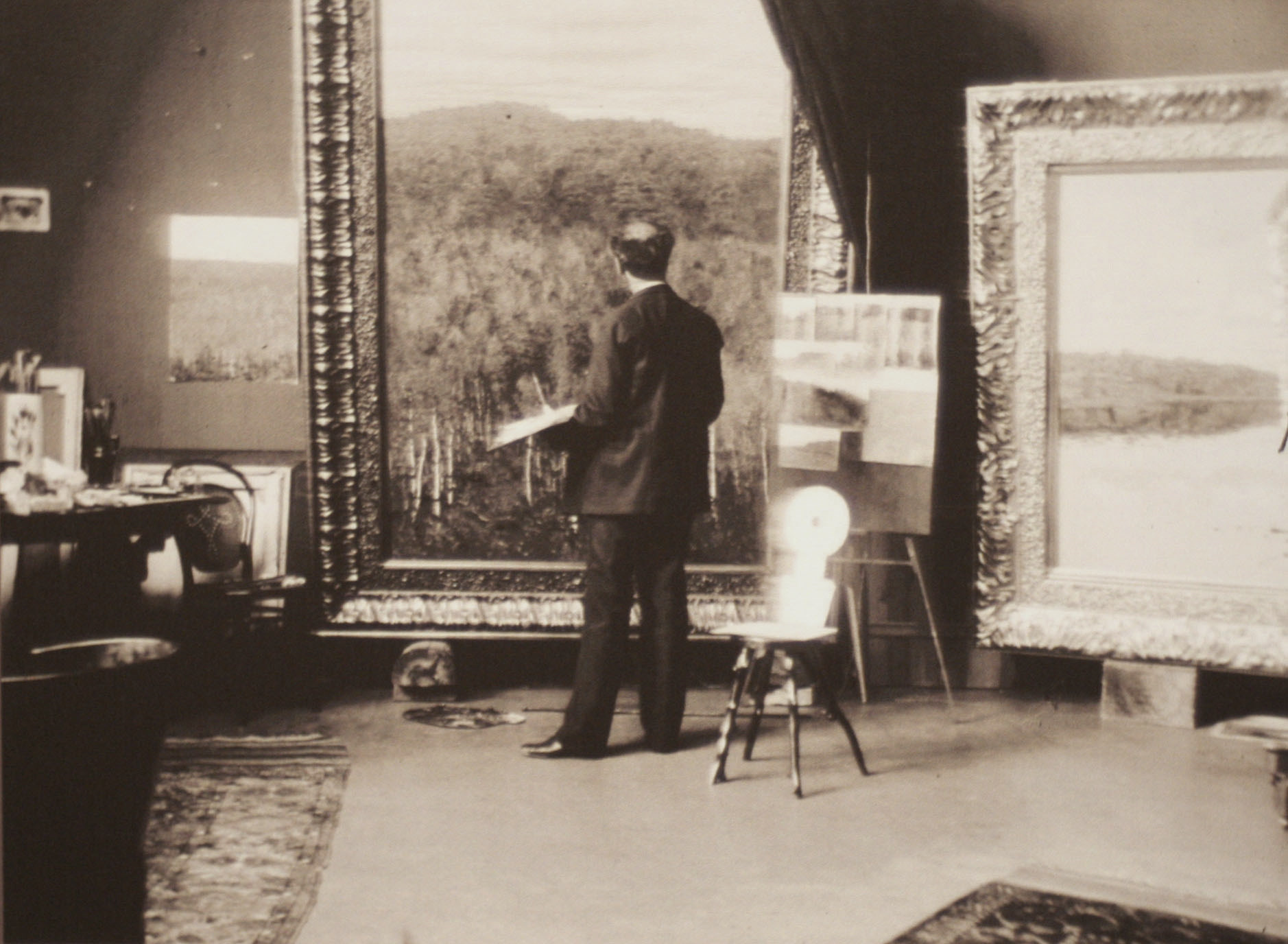

C'est là qu'il meurt en juillet 1900. Aux funérailles, se retrouvent les Morozov, Valentin Serov (revenu spécialement de l'étranger pour la circonstance), Apollinaire Vasnetsov, Constantin Korovine, Ilya Ostroukhov, Nikolaï Kassatkine, Leonid Pasternak, Vassili Perepliotchikov, Constantin Youon, Vitold Bialynitski-Biroulia, le critique d'art Pavel Ettinger, des élèves, des connaissances, des admirateurs des talents de l'artiste.

## État du bâtiment en 2011

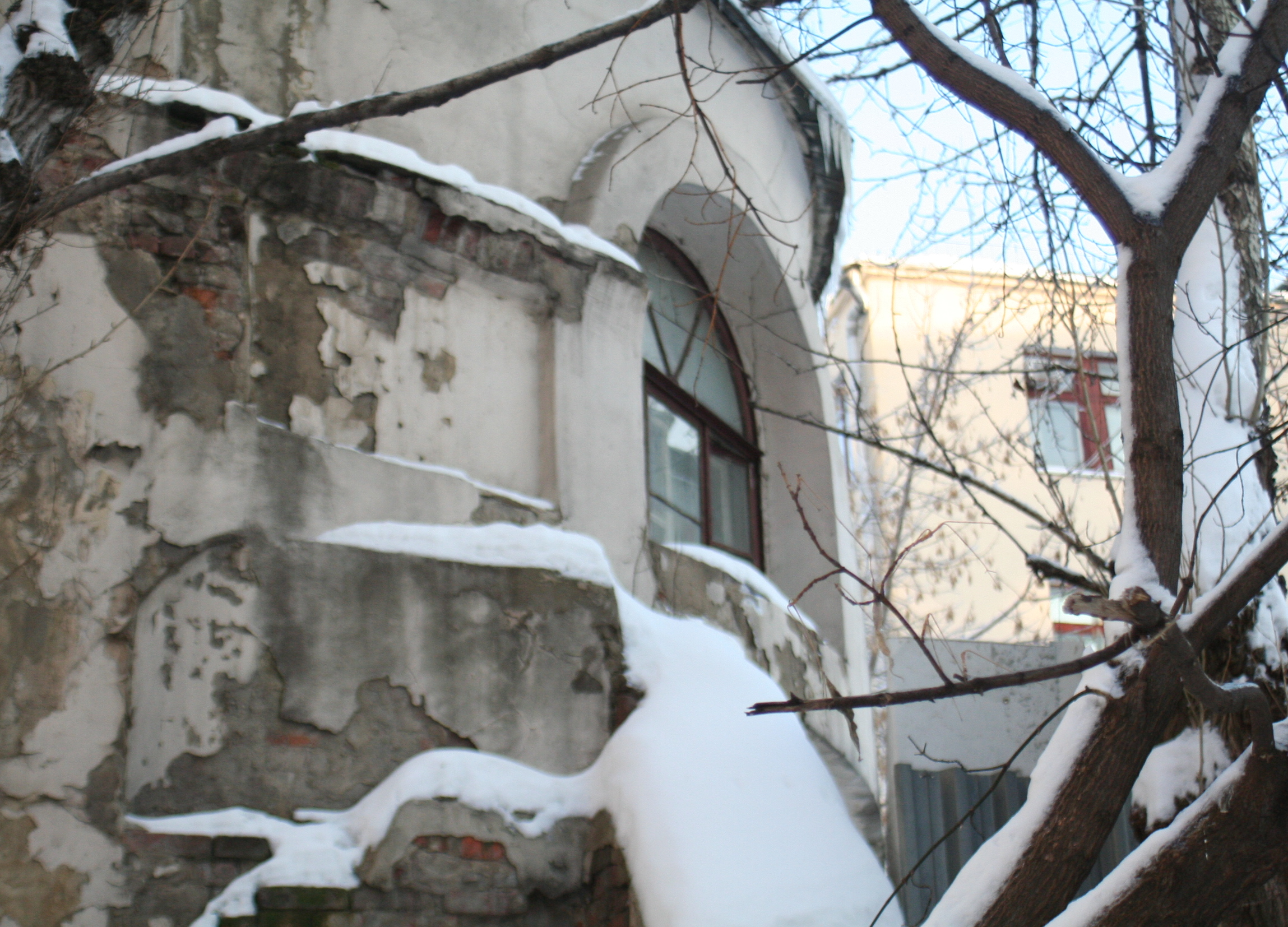
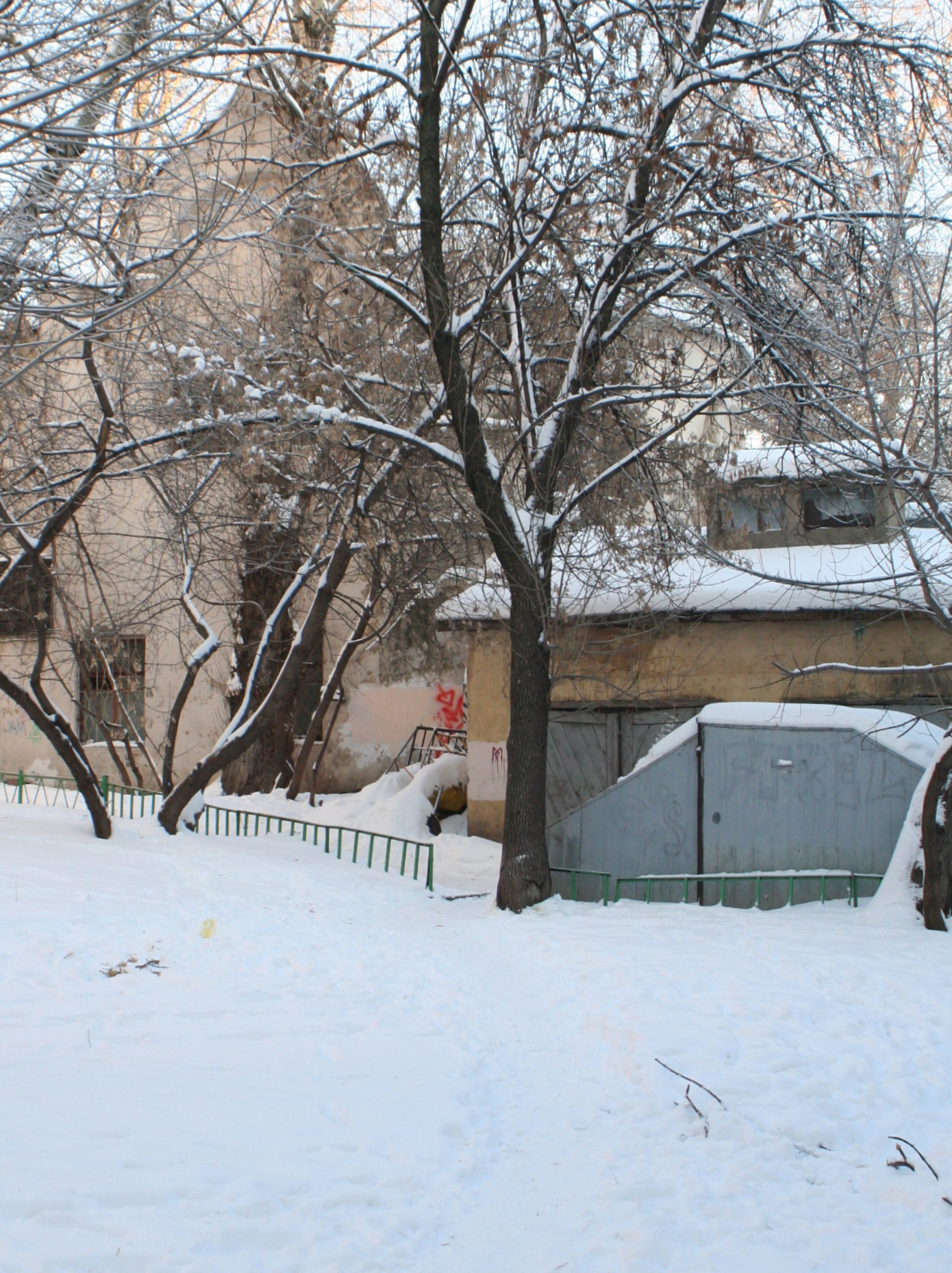
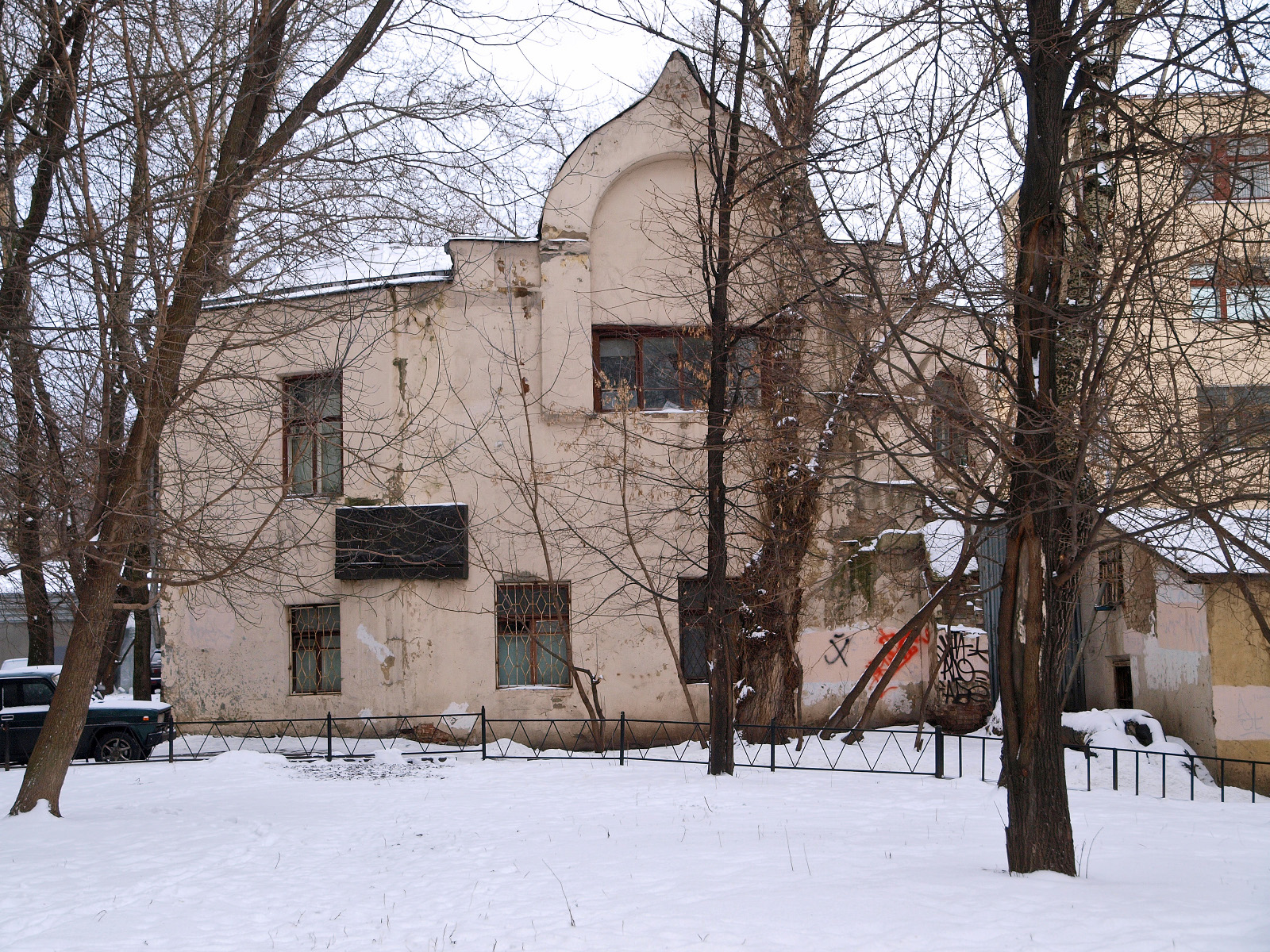
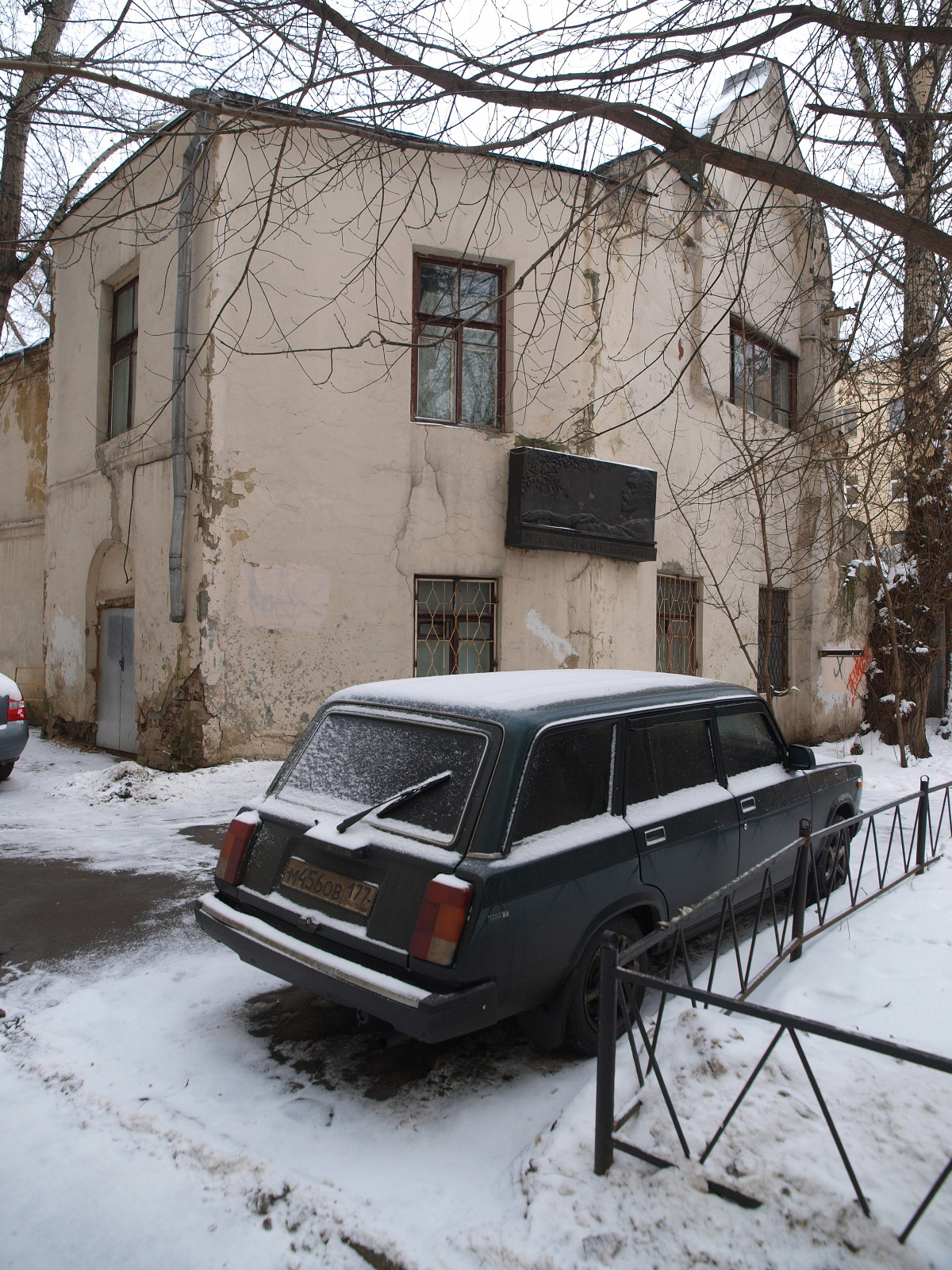
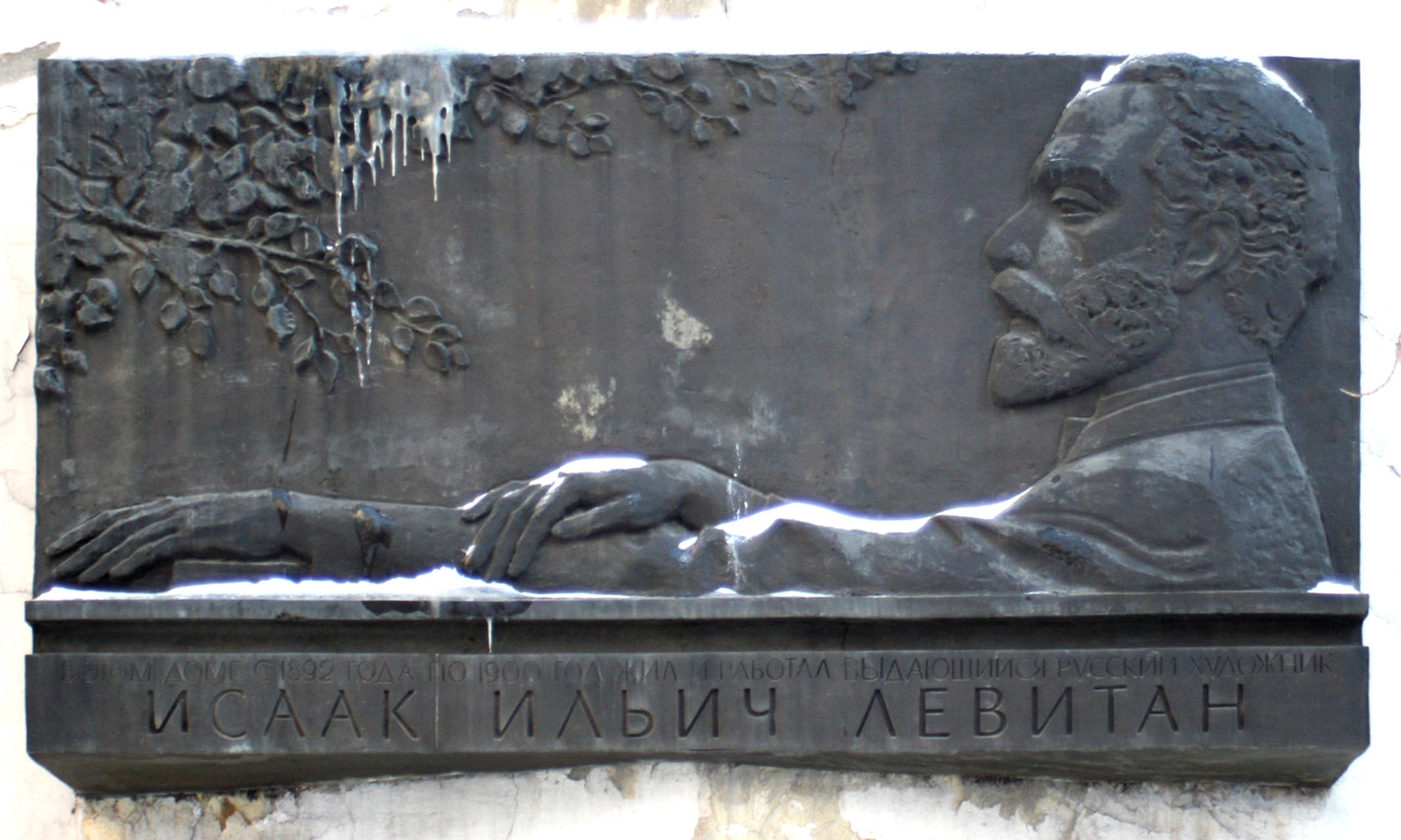

À l'époque soviétique, le bâtiment a perdu plusieurs éléments décoratifs. Une partie de l'aile a été démolie. L'accès par l'avant et le garage sont fermés par une clôture. La plaque commémorative est placée sur la façade. L'espace intérieur est aménagé pour les étudiants de l'académie russe de peinture. Pour le 150e anniversaire de sa naissance, en 2010, des projets de restauration ont été entamés mais le bâtiment était encore dans un triste état.